# Blockplatin
Blockplatin ist das dritte Soloalbum des deutschen Rappers Haftbefehl aus Offenbach am Main. Es erschien am 25. Januar 2013 über das Label Azzlackz (vertrieben von Groove Attack) und wurde am 1. Oktober 2015 indiziert. Das Album ist in zwei Teile unterteilt, „Block“ und „Platin“.

## Entstehung
Blockplatin ist unterteilt in zwei CDs, eine Block- und eine Platin-Seite. Nach Darstellung Haftbefehls soll so eine künstlerische Unterteilung des Albums vorgenommen werden. Die Block-Seite solle dabei klassischen Straßenrap im Stile von Haftbefehls 2010 erschienen Solodebüt-Albums Azzlack Stereotyp enthalten, während die Platin-Seite sich am zeitgenössischen amerikanischen Rap orientiere. Haftbefehl nannte hierbei insbesondere DJ Khaled, Drake und Rick Ross als Einflüsse.
Mit der Arbeit an Blockplatin begann Haftbefehl bereits parallel zum Schreiben seines Vorgängerwerks Kanackis. An den verschiedenen Seiten des Albums schrieb er dabei in verschiedenen Städten, bei der Block-Seite in Frankfurt am Main und der Platin-Seite in Düsseldorf.

## Titelliste
| #  | Titel                          | Gastbeitrag               | Produzent      | Dauer |
| -- | ------------------------------ | ------------------------- | -------------- | ----- |
| 1  | Intro                          |                           | Abaz           | 1:48  |
| 2  | Chabos wissen wer der Babo ist | Farid Bang                | Farhot         | 3:28  |
| 3  | Money Money                    | Celo & Abdi & Veysel      | KD-Beatz       | 3:24  |
| 4  | Generation Azzlack             |                           | DJ Frizzo      | 2:18  |
| 5  | Locker Easy                    | Celo & Abdi, Veysel, Capo | Abaz           | 5:02  |
| 6  | Azzlack Motherfuck             |                           | Bounce Brothas | 4:11  |
| 7  | Stoppen sie mal Officer        |                           | Cönigs Allee   | 3:01  |
| 8  | Ja Ja VeVe 2                   |                           | M3             | 1:48  |
| 9  | Blockparty                     | Veysel                    | Reef           | 3:12  |
| 10 | Welcome to the Jungle          |                           | Abaz           | 3:06  |
| 11 | Ich ficke dich                 | Xatar                     | Cönigs Allee   | 2:09  |
| 12 | Mein Wort                      |                           | Malik Quality  | 2:35  |
| 13 | Crackfurt                      |                           | Cönigs Allee   | 3:36  |
| 14 | Joy Ryding                     |                           | PhreQuincy     | 2:21  |

| #  | Titel                     | Gastbeitrag      | Produzent             | Dauer |
| -- | ------------------------- | ---------------- | --------------------- | ----- |
| 1  | Welcome to Alemania       |                  | PhreQuincy            | 2:14  |
| 2  | Du weißt ich weiß         | Capo             | Johnny Pepp & Cristal | 2:50  |
| 3  | Ba Ba                     |                  | Flex                  | 3:10  |
| 4  | Traurig aber wahr         | Shack            | Chakuza               | 2:53  |
| 5  | Mann im Spiegel           |                  | Malik Quality         | 2:49  |
| 6  | Erst der Himmel ist Limit |                  | Cönigs Allee          | 3:22  |
| 7  | Player Hater              | Veysel & Habesha | Lex Barkey            | 4:06  |
| 8  | Late Checkout             |                  | Phrequincy            | 3:04  |
| 9  | Zwischen Raum und Zeit    | Marsimoto        | Chakuza               | 3:05  |
| 10 | Nur du bist der Baba      |                  | Cönigs Allee          | 2:54  |
| 11 | Einmal um die Welt        |                  | Cönigs Allee          | 2:42  |
| 12 | Á la Elvis press Play     |                  | DJ Frizzo             | 2:42  |

## Inhalt
Thematisch wird Blockplatin von den „klassischen“ Straßenrap-Themen wie Großstadt-Kriminalität, Prostitution und Drogenkonsum dominiert. Bezüglich letztgenanntem Thema griff Haftbefehl nach eigenen Angaben auch Einflüsse seiner eigenen Biographie zurück. Darüber hinaus beschreibt Haftbefehl Szenen eines steigenden Bekanntheitsgrad und dessen Folgen wie Groupies, wobei er namentliche ungenannte Kollegen bezichtigt auch sexuelle Praktiken mit minderjährigen Groupies vorzunehmen.
Mit Gastauftritten sind auf Blockplatin mit Celo & Abdi, Capo und Veysel alle außer Haftbefehl beim Frankfurter Label Azzlacks unter Vertrag stehenden Künstler vertreten. Veysel steuert dabei mit 5 Auftritten die meisten Gastbeiträge auf Blockplatin bei. Darüber hinaus sind Farid Bang, Habesha, Marsimoto, Shack und Xatar auf dem Album vertreten.

## Illustration
Das Cover des Albums zeigt Haftbefehl wie er an einem Restaurant-Tisch sitzt, auf welchem neben einem Steak, Rotwein und Gewürzen Euro-Scheine, eine Handfeuerwaffe sowie Zigarren platziert sind. Durch das Fenster des Restaurants ist derweil im Hintergrund die brennende Frankfurter Skyline zu erkennen.

## Vermarktung
Bis unmittelbar vor Veröffentlichung des Albums Blockplatin fand dessen Vermarktung hauptsächlich in den internetbasierten deutschen Rap-Medien statt. Exemplarisch hervorzuheben wäre dabei etwa ein eigens abgehaltenen Specials Aggro Alarm: Sido auf aggro.tv, dem YouTube-Channel von der ehemaligen Plattenfirma Aggro Berlin, welches neben einem mehrteiligen Video-Interview mit dem Journalisten und ehemaligen Royal-Bunker-Labelchef Marcus Staiger und einer exklusiven Vorveröffentlichung des Albumtitels Du weißt ich weiß mit zwei Beiträge für das Online-Fernsehformat Halt die Fresse umfasste. Bei diesen handelte es sich um die Albumtitel Blockparty und Nur du bist Baba. Die Veröffentlichung letztgenannten Titels diente gleichzeitig dazu Haftbefehl auszuzeichnen, dass der Künstler zuvor als erster mit einem Beitrag zu dem Format mehr als 6 Millionen YouTube-Klicks erzielt hatte.
Das Hip-Hop-Magazin Juice widmete Haftbefehl anlässlich der Veröffentlichung des Albums die Titelstory ihrer März/April-Ausgabe. Dem Magazin lag dabei eine 6 exklusive Titel umfassende EP mit dem Titel Azzlack Kommandant bei.
Darüber hinaus veröffentlichte Haftbefehl zu insgesamt 9 Titeln des Albums Musikvideos und veröffentlichte zudem den Titel Chabos wissen wer der Babo ist als Single, wo dieser Platz 30 erreichte und sich insgesamt 8 Wochen in den Top 100 halten konnte. Chabos wissen wer der Babo ist ist der erste Titel, mit dem sich Haftbefehl in den deutschen Single-Charts platzieren konnte.
Am 13. Mai 2013 trat Haftbefehl zudem gemeinsam mit Veysel als Band aus der Telefonzelle in der ProSieben-Late-Night-Show Circus HalliGalli auf und präsentierte dabei Teile seiner Single Chabos wissen wer der Babo ist sowie der Albumtitel Azzlack Stereotyp und Late Checkout.

## Rezeption

### Kritik
| Professionelle Bewertungen | Professionelle Bewertungen |
| Kritiken                   | Kritiken                   |
| Quelle                     | Bewertung                  |
| -------------------------- | -------------------------- |
| Juice                      | [ 6 ]                      |
| Laut                       | [ 7 ]                      |
| rap.de                     | [ 8 ]                      |
| hiphop.de                  | [ 9 ]                      |
| rappers.in                 | [ 10 ]                     |

Die Kritikerreaktionen auf Blockplatin waren überwiegend positiv.
Von dem Hip-Hop-Magazin Juice wurde Blockplatin mit 5 von 6 Kronen bewertet. Autor Ndilyo Nimindé bewertete dabei Blockplatin als „Album von bedrohlicher Härte, gleichzeitiger jedoch humorvoller als der gesamte Comedy-Betrieb Deutschlands“ und lobte Haftbefehls dynamischen, wenngleich oft schwer verständlichen Umgang mit der deutschen Sprache. Besonders hervorgehoben wurden dabei die Titel Azzlack Motherfuck, Welcome to Alemania und Late Checkout. Als einzigen Kritikpunkt führte er an, dass der Künstler seine Qualität nicht ganz über die überdurchschnittlich hohe Gesamttitelzahl halten könne, erklärte Blockplatin aber dennoch zu „eine[m] der besten […] Rap-Alben der letzten Jahre“.
Die E-Zine Laut.de vergab 3 von 5 Punkten und hob ebenso insbesondere die sprachliche Qualität des Albums hervor. Autor Max Brandl urteilte, dass mit Haftbefehls mal „aggressiv bohrenden, mal relaxt eiernden, aber stets unverwechselbaren Stimme und einer reichlich unorthodoxen Betonung vieler Passagen […] ein so befremdliches wie faszinierendes Spiel mit der deutschen Sprache“ entstünde und lobte neben der Authentizität des Künstlers dessen im Vergleich zu seinen Vorgängerwerken gestiegene Experimentierfreudigkeit. Auch Brandl hob dabei den Titel Late Checkout sowie Mann im Spiegel hervor. Kritisiert wurden hingegen einige Titel der Platinseite, insbesondere Erst der Himmel ist Limit und Nur du bist Baba sowie die Tatsache, dass Blockplatin angesichts seiner kurzen Gesamtspieldauer als Doppelalbum beworben worden sei.
Oliver Marquart von Rap.de verlieh 9 von 10 möglichen Punkten an Blockplatin und urteilte, dass das Album „ein Streetrap-Klassiker, der in einer Liga mit "Vom Bordstein bis zur Skyline", dem Re-Release von ‚Blut gegen Blut‘ oder ‚Carlo Cokxxx Nutten‘ spielt“, sei.
In einer Rezension des Albums für die Frankfurter Allgemeine Zeitung nannte Daniel Haas Haftbefehl ein „artistisches Genie“ und begründete dies mit Haftbefehls Sprache. Diese verarbeite „Türkisch, Arabisch, Englisch, Italienisch, Spanisch“ in einen „Mahlstrom […] genial nuschelnde[r] Abkürzungsrhetorik“. Sie sei ein „Slang, der Slangformen verwurstet“ und die „deutsche Phonetik um[krempelt]“. Demnach sei Haftbefehls Ausdruck eine Metasprache. Zudem beschreibt er, dass es bei Haftbefehl „keinen Wunsch nach sozialer Aufwärtsbewegung“ gäbe, sondern „nur die grotesk überzeichnete Inszenierung des Tauschs“.
Andreas Hartmann beschreibt in einem Artikel für die taz, dass das Album dem „ausgelutschte[n] Genre“ Gangsterrap „neue und interessante Aspekte“ abgewinne. Er gebrauche die „Stilmittel Übertreibung und Selbstironie“ zielführender als die „Spezialisten für groteske Inszenierungen vom Berliner Label Aggro“. Thematisch sei dabei eine Verbindung von Haftbefehls sozialem Hintergrund mit einem „überstilisierten Bild Frankfurts“ erkennbar. Haftbefehl verwende seine Kunstsprache „gekonnt“. Kritik äußert Hartmann an „plumpem Antisemitismus“, welchen er Haftbefehl vorwirft.

### Kommerzieller Erfolg
Das Album konnte in den deutschen Albumcharts Platz 4 belegen und hielt sich 5 Wochen in den Top 100. In Österreich erreichte es Platz 6 und verblieb 3 Wochen in den Charts. In der Schweiz konnte es Platz 7 belegen und sich ebenso lange in den Charts halten. Damit stellt Blockplatin in allen drei Ländern den bisher größten Charterfolg Haftbefehls dar.

### Indizierung
Mit Wirkung zum 30. Oktober 2015 wurde das Album von der Bundesprüfstelle für jugendgefährdende Medien (BpjM) indiziert. Diese argumentierte, 20 Tracks auf dem Album beinhalteten die „Befürwortung eines kriminellen Lebensstils“. Das könne Jugendliche sozialethisch desorientieren.
Im April 2022 beantragte Haftbefehl durch seinen Verfahrensbevollmächtigten die Streichung des Albums aus dem Index. In der Begründung wurde ausgeführt, dass die Texte aus heutiger Sicht keine Jugendgefährdung oder gar eine Gewaltverherrlichung mehr begründen würden. Des Weiteren wurde auf ein Gutachten von Thomas Hecken (Universität Siegen) verwiesen, welches im Juli 2015 über Blockplatin veröffentlicht wurde. In diesem wird das Album als „sprachliches Kunstwerk“ mit „zahlreiche[n] Wortspiele[n]“ und „poetischen[n] Sprachwendungen“ bezeichnet. Das Gutachten kommt zu dem Ergebnis, dass dem Album ein hoher Kunstgrad zuzusprechen und der Kunstfreiheit daher der Vorrang vor dem Jugendschutz einzuräumen sei. Bei der Verhandlung sagte Haftbefehl persönlich aus, dass viele englischsprachige Titel deutlich expliziter seien als seine Titel und bspw. auch auf Streamingdiensten wie Netflix explizitere Inhalte ohne Alterseinschränkung abrufbar seien. Er sehe heute aber ein, dass einige Texte auf Blockplatin diskriminierend seien und wünsche sich selbst nicht, dass seine oder andere Kinder solche Musik hörten. Er sei bereit, einige Titel selbst zu streichen, wie etwa Titel 11: „Einmal um die Welt“ auf der CD 2 des Albums. Die BzKJ entschied sich dazu, das Album nicht vom Index zu nehmen. Zur Begründung hieß es, dass der Inhalt des Medium weiterhin geeignet sei, Kinder und Jugendliche sozialethisch zu desorientieren.